# Camissonia subacaulis
Camissonia subacaulis är en dunörtsväxtart som först beskrevs av Frederick Traugott Pursh, och fick sitt nu gällande namn av John Earle Raven. Camissonia subacaulis ingår i släktet Camissonia och familjen dunörtsväxter. Inga underarter finns listade i Catalogue of Life.